# Epidemia de MERS
A epidemia de síndrome respiratória do Oriente Médio (português brasileiro) ou Médio Oriente (português europeu) ou epidemia de MERS (em inglês:  MERS – Middle East respiratory syndrome) foi uma epidemia em 2012–2015 propensa a pandemia ocasionada pela síndrome respiratória do Oriente Médio, (MERS) causado pelo vírus MERS-CoV. O primeiro caso relatado foi em um paciente saudita que morreu de pneumonia severa e falha múltiplas nos órgãos em Jidá em junho de 2012. Em setembro de 2012, foi identificado que a doença foi causada por um novo coronavírus, que foi nomeado nCoV e HCoV-EMC e mais tarde também ficou conhecido como MERS-CoV.
Até 31 de janeiro de 2020, haviam 2.506 casos registrados de infectados em 25 países, com 862 mortes associadas à doença. A taxa de mortalidade dos infectados é de aproximadamente 35%.

## Origem

### Virologia

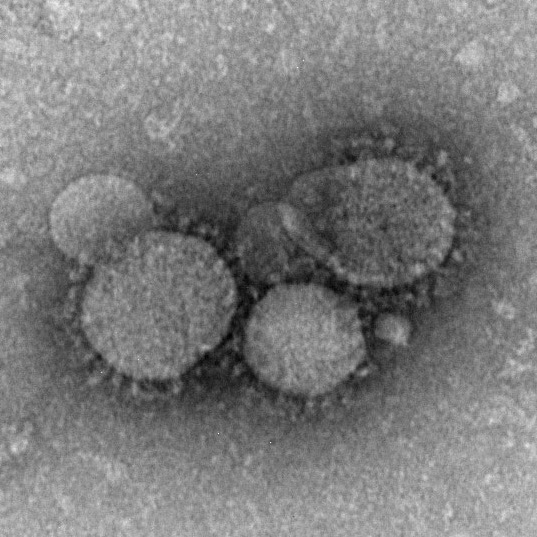
MERS-CoV visto sob um microscópio elétrico.

Coronavírus são uma grande família de vírus que podem causar doenças que vão desde o resfriado comum até a síndrome respiratória aguda grave (SARS, em inglês). Os sete coronavírus conhecidos por infectar humanos pertencem aos gêneros alfacoronavírus e betacoronavírus.
O vírus MERS-CoV foi isolado pela primeira vez em setembro de 2012, com amostras de um paciente que morreu de uma doença respiratória grave em 24 de junho de 2012, em Jidá, Arábia Saudita. Na época, foi inicialmente chamado de NCoV (inglês para Novel Coronavirus) ou HCoV-EMC (inglês para Human Coronavirus – Erasmus Medical Center) e posteriormente, a Organização Mundial da Saúde (OMS) aceitou o nome proposto MERS-CoV, por ser um consenso entre um grande grupo de cientistas, apesar de a OMS preferir que os nomes de vírus não se refiram à região ou local onde o vírus foi detectado inicialmente.
Assim como os vírus causadores da síndrome respiratória aguda grave (SARS) e da COVID-19 (respectivamente, SARS-CoV e SARS-CoV-2), o MERS-CoV é do gênero betacoronavírus.Mais especificamente, análises mostraram que o MERS-CoV pertence a linhagem C do gênero betacoronavirus, junto com os coronavírus dos morcegos Tylonycteris HKU4 e HKU5.

### Transmissão

#### Dromedários
O MERS-CoV é um vírus zoonótico, o que significa que é um vírus transmitido entre animais e pessoas. As suas origens não são totalmente conhecidas, mas de acordo com a análise de diferentes genomas de vírus, acredita-se que possa ter se originado em morcegos e foi transmitido para dromedários (ou camelo árabe – Camelus dromedarius) em algum momento no passado distante. Os dromedários infectados são na maioria assintomáticos ou apresentam sintomas muito leves e como consequência, são difíceis de serem diagnosticados.
O MERS-CoV foi identificado em vários países do Oriente Médio, África e Sul da Ásia. Amostras sorológicas demonstraram que a grande maioria dos dromedários na península Arábica têm anticorpos para MERS-CoV pelo menos desde 1993, mas a fonte exata da infecção nos dromedários não foi identificada.
A transmissão de dromedários para pessoas, por contato direto ou indireto, é a única fonte zoonótica confirmada para a infecção em humanos, apesar de não ser claro como.

#### Entre pessoas
O vírus não passa facilmente de pessoa para pessoa, a menos que haja contato próximo, como fornecer cuidados desprotegidos a um paciente infectado.
Há registros de casos em unidades de saúde, onde a transmissão de pessoa para pessoa parece ter ocorrido, especialmente quando as práticas de prevenção e controle de infecção são inadequadas ou inapropriadas. A transmissão de humano para humano é limitada e foi identificada entre familiares, pacientes e profissionais de saúde.
Embora a maioria dos casos de MERS tenha ocorrido em ambientes de saúde, até agora, nenhuma transmissão sustentada de humano para humano foi documentada em qualquer lugar do mundo. Portanto, seu risco para a população mundial é considerado bastante baixo.

## Doença

### Sintomas

A infecciosidade do MERS-CoV depende do período médio de incubação, que é de aproximadamente cinco dias para transmissão entre humanos, variando de dois a catorze dias para aparecimento dos primeiros sintomas. O tempo aproximado desde o início da doença até a hospitalização é de quatro dias, cinco dias até internação em unidade de tratamento intensivo (UTI) e doze dias do início da infecção até a morte.
A radiografia de tórax de pacientes infectados mostram fibrose no pulmão, opacidade em vidro fosco e espessamento de pleural, mas as anormalidades podem nem sempre estar presente em indivíduos infectados com MERS-CoV. Febre, calafrios, tosse, falta de ar (com provável insuficiência respiratória hipoxêmica grave) e mialgia também são sintomas relatados em casos de MERS.
Os casos mais sérios da doença ocorrem com mais frequência em pacientes com comorbidades como diabetes, insuficiência renal e imunossuprimidos. Em pacientes críticos, foram observados sintomas gastrointestinais como náuseas, vômitos ou diarreia, enquanto dano renal agudo foi relatado em aproximadamente metade desses pacientes. A MERS também pode causar um quadro agudo de pneumonia, síndrome do desconforto respiratório agudo, choque séptico e falha de múltiplos órgãos resultando em morte.
Casos leves são mais frequentes em entre crianças e jovens. Esses incluem febre baixa, coriza, dor de garganta, dor de cabeça e dor abdominal. Pacientes sem doenças subjacentes também podem ser infectados, apesar de a maioria desenvolver sintomas leves ou assintomáticos.

### Prevenção e tratamento

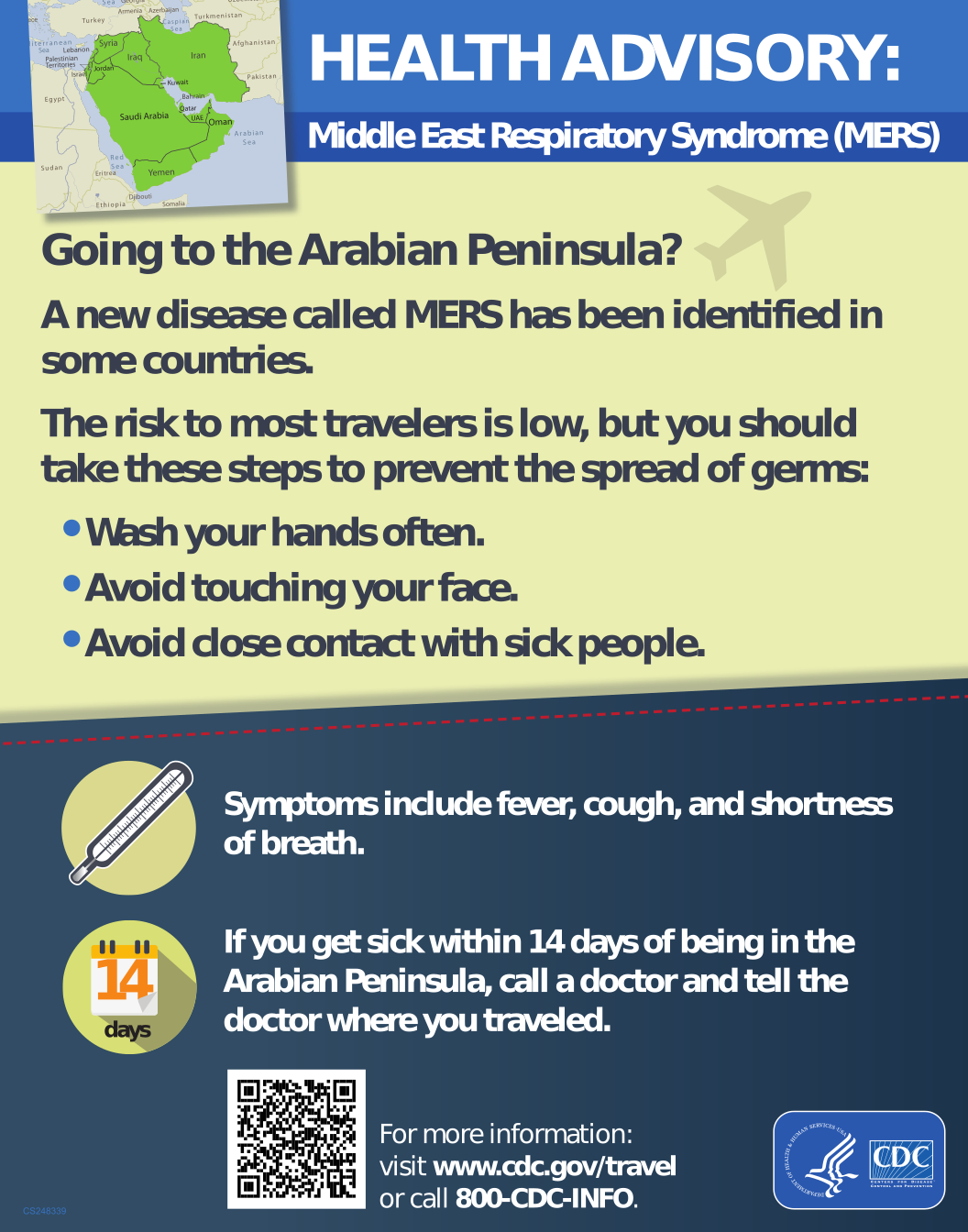
Pôster do Centro de Controle e Prevenção de Doenças dos EUA (CDC) com conselhos para viajantes sobre a doença.

Atualmente, não existem vacinas ou tratamento disponíveis para a MERS, no entanto, há diversos tratamentos e vacinas em desenvolvimento.
A terapia depende das funções clínicas do paciente e pode requerer suporte respiratório e circulatório, preservação da função renal hepática, prevenção de infecções secundárias.
Como há suspeitas de dromedários serem fonte de transmissão de MERS-CoV para humanos, particularmente na Península Arábica, as autoridades de saúde recomendam práticas gerais de higiene, incluindo lavar as mãos regularmente antes e depois de tocar nos animais e se abster de contato direto com dromedários.
A OMS indica que carne de camelo e leite de camelo são produtos nutritivos que podem continuar a ser consumidos após pasteurização, cozimento ou outros tratamentos térmicos, pois o consumo de produtos de origem animal crus ou mal cozidos acarretam um alto risco de infecção por uma variedade de organismos que podem causar doenças em humanos.

## Epidemiologia

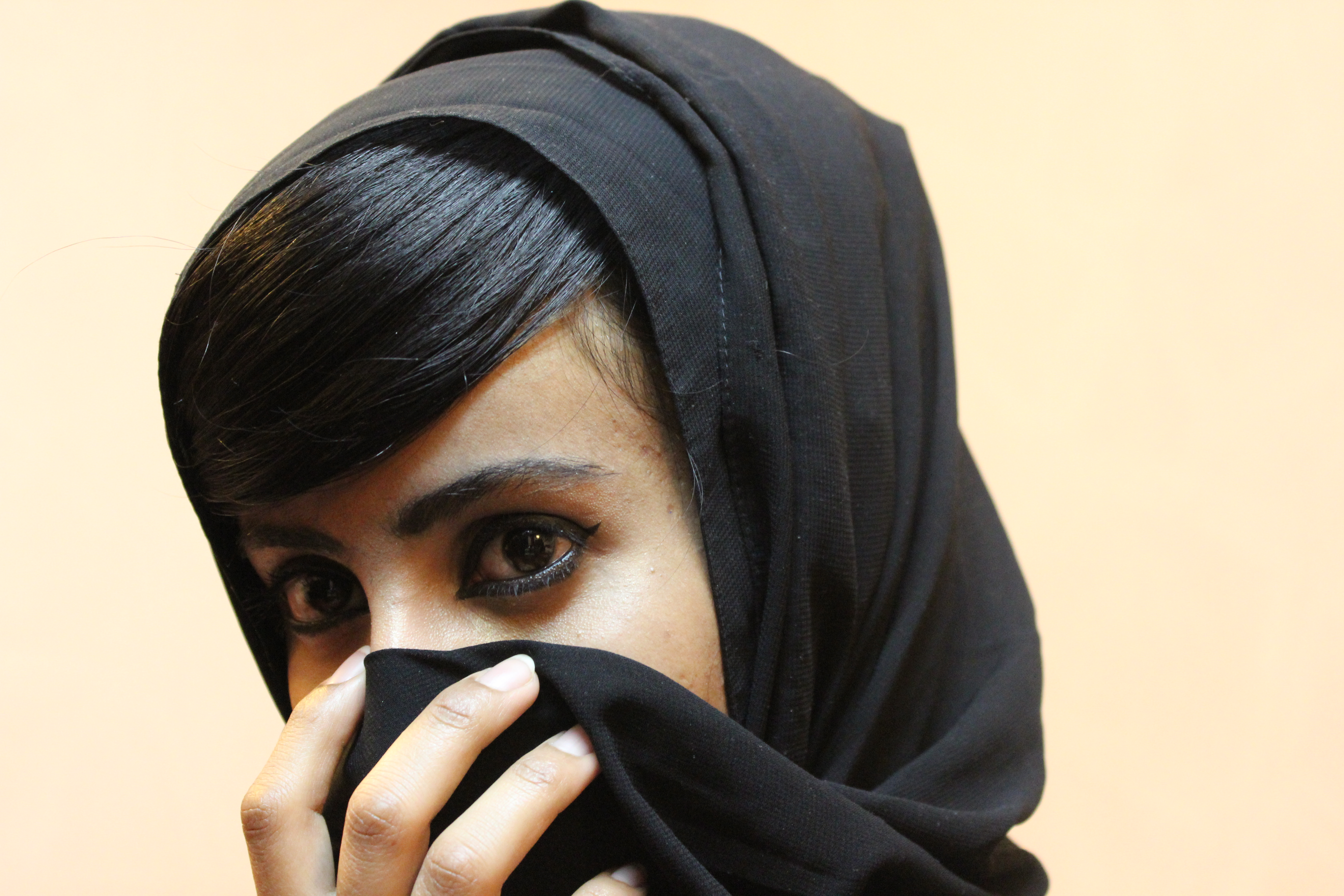
Apenas 20% dos infectados eram mulheres, acredita-se que essa diferença seja pelo fato de a maioria das mulheres na Arábia Saudita usarem véus que cobrem o nariz e a boca, diminuindo as chances de exposição ao vírus.

Em novembro de 2012, o virologista egípcio Dr. Ali Mohamed Zaki enviou uma amostra de material do primeiro caso confirmado na Arábia Saudita para o virologista Ron Fouchier, um importante pesquisador de coronavírus do Erasmus Medical Center (EMC) em Rotterdam, nos Países Baixos, onde o testado, sequenciado e identificado como um novo vírus. O segundo caso confirmado em laboratório foi em Londres, Reino Unido, relatado pela Agência de Proteção à Saúde (HPA) do país.
| “                                                                                 | Nós entendemos muito pouco sobre este vírus quando visto em comparação com a magnitude de sua ameaça potencial. Qualquer nova doença que esteja surgindo mais rápido do que nosso entendimento nunca está sob controle. São sinais de alarme e devemos responder. O novo coronavírus não é um problema que qualquer país afetado possa manter para si mesmo ou administrar sozinho. O novo coronavírus é uma ameaça para o mundo inteiro. | ” |
| — Dra. Margaret Chan, diretora-geral da Organização Mundial da Saúde (2007–2017). | |   |

Em 27 de maio de 2013, a então diretora-geral da Organização Mundial da Saúde, Dra. Margaret Chan, disse em Genebra, na Suíça que sua "maior preocupação neste momento é o novo coronavírus" e que "o novo coronavírus é uma ameaça para o mundo inteiro."
Em 29 de maio de 2013, já haviam 49 pessoas infectadas em x países e destes, 27 tinham falecido.
Em 2 de maio de 2014, o Centro de Controle e Prevenção de Doenças (CDC) relatou o primeiro caso da doença nos Estados Unidos, de um trabalhador da saúde que veio de viagem da Arábia Saudita.
Em 19 de maio de 2014, já haviam 169 mortes relacionadas ao MERS na Arábia Saudita.
Até maio de 2013, 22 dos 44 casos de infecção e 10 das 22 mortes registradas eram da Arábia Saudita e 80% eram homens. Acredita-se que essa disparidade de gênero se deva ao fato de a maioria das mulheres na Arábia Saudita usar véus que cobrem a boca e o nariz, diminuindo suas chances de exposição ao vírus.
Em junho de 2013, já haviam pelo menos 60 pessoas infectadas com o MERS-CoV em países da Europa, norte da África e Oriente Médio, com um total de 38 mortes. As autoridades sauditas expressaram preocupação de que milhões de muçulmanos de todo o mundo ficariam potencialmente expostos ao vírus durante o Haje, que é a peregrinação a Meca e Medina feita anualmente por devotos.
Estima-se que o número básico de reprodução ({\displaystyle R_{0}}) do MERS-CoV seja menos que 0,7, substancialmente menor do que o valor 1,0 que é associado com potenciais epidêmicos, o que faz com que a transmissão do vírus não se sustente a não ser que sofra mutação. Em comparação, o {\displaystyle R_{0}} do SARS-CoV durante a epidemia de SARS era maior que 1, e o {\displaystyle R_{0}} do vírus SARS-CoV-2, causador da COVID-19 está entre 3,3 e 5,7.